# Блох, Яков Ноевич
Я́ков Но́евич Блох (1892, Российская империя — 1968, Швейцария) — российский журналист, переводчик и издатель, театровед.

## Биография
Родился в семье присяжного поверенного Ноя Львовича Блоха и Доры Яковлевны Малкиель (из известного купеческого семейства). Переводчик итальянской литературы, театровед. Автор журнала «Любовь к трём апельсинам». Основатель издательства «Петрополис» в 1918 году . 
В 1923 году была арестована жена, затем выпущена и семья уезжает в Берлин. Глава Petropolis в Берлине. Жил c 1939 года в Бельгии, а после начала войны — в Швейцарии.
Издавал А. А. Ахматову и других писателей.

## Семья
- Жена — Елена Исааковна Блох (урождённая Гринберг, 1895, Одесса — ?)[6], двоюродная сестра учёного в области турбостроения М. И. Гринберга и детской писательницы Изабеллы Иосифовны Гринберг (1898—1956)[7].
- Сестра — поэтесса Раиса Ноевна Блох, выдана на швейцарской границе французским властям, попала в Дранси, погибла в 1943 году в Освенциме.
- Двоюродные братья (по материнской линии) — лингвист Виктор Максимович Жирмунский, искусствовед Мирон Аркадьевич Малкиель-Жирмунский, музыкальный педагог, виолончелист Константин Исаакович Шапиро (1896—1992). Двоюродная сестра — Магдалина Исааковна Лосская (в девичестве Малкиель-Шапиро, 1905—1968), жена историка церкви В. Н. Лосского (сын философа Н. О. Лосского) и мать филолога и богослова Николая Лосского.
- Троюродные братья — филолог-романист Яков Львович Малкиель, писатель Юрий Николаевич Тынянов, манхеттенский юрист и политик Леон Эндрю Малкиель (англ. Leon Andrew Malkiel, 1866—1932), который баллотировался на пост верховного прокурора штата Нью-Йорк в 1904 году и на пост судьи апелляционного суда Нью-Йорка (от партии социалистов) в 1912 и 1920 годах.